# Lee Bell
Lee Bell (* 1927 in Fred, Texas) ist ein US-amerikanischer Country-Musiker, der dem Country Boogie angehörte.

## Leben

### Kindheit und Jugend
Lee Bell bekam seine erste Gitarre im Alter von sieben Jahren und von da an begleitete er seinen Vater zu Barn Dances, der Fiddle spielte. Als er mit 16 die High School abschloss, zog Bell nach Beaumont, Texas.

### Karriere
In Beaumont schloss Bell sich den Western-Swing-Veteranen Cliff Bruner und Moon Mullican. Nachdem beide aber Texas verließen, gründete Bell die Texas Pioneers, die sich später in The Bluebonnet Boys umbenannten. Bell war nun täglich im Radio zu hören und hatte mit Clyde Brewer (Fiddle), Johnny Holland (Schlagzeug), Ted Hardy (Steel Guitar), Gene Williams (Bass), Ben Gordon (Fiddle), Merle Powell (Klavier) und später auch Link Davis (Saxophon) eine relativ stete Besetzung, auch wenn Mitglieder kamen und gingen. Lew Chudd, Gründer von Imperial Records, entdeckte Bells Gruppe eines Tages und nahm sie unter Vertrag.
1947 erschienen die ersten Singles bei Imperial unter Link Davis’ Namen, der Sänger und Komponist der Titel war. Zwei Singles aus dem Jahre 1949, die Lee Bell selbst sang, wurden unter dem Namen der Texas Pioneers veröffentlicht.
1950 begann Bell wieder mit Moon Mullican und Cliff Bruner zu spielen, bevor er nach Roswell (New Mexico) zog.
In seiner Band war Bell Sänger und Gitarrist. Weitere Mitglieder waren das Ehepaar Jimmy Blakely und Dorothy Blakely (Klavier und Bass), George Clayburn (Fiddle) und James „Red“ Pope (Fiddle). Neben einer eigenen Radioshow auf KSWS erhielt Bell Ende 1952 einen Plattenvertrag bei RCA Victor, für die er eine einzige Session abhielt, die die Single Beatin‘ Out The Boogie (On The Mississippi Mud) / Get Ready With Those Tears produzierte. Die Songs wurden in Jim Beck’s Studio in Dallas, Texas, eingespielt; diesmal wurde er von Becks Studiomusikern begleitet, unter anderem auch von Zeke Clemons am Bass. In den Jahren 1952 und 1953 waren Bell und seine Band sechs Tage die Woche abends in Scotty’s Night Club zu sehen, einem der größten Nachtclubs New Mexicos.
1955 verließ Bell Roswell wieder und lehrte nach Texas zurück. Jimmy und Dorothy Blakely starteten daraufhin ihre Solokarriere. Bell jedoch verließ das Musikgeschäft 1956 und arbeitete fortan bei einem Automobilzulieferer. 1986 ging er in Pension und lebt heute immer noch in Texas.

## Diskografie
| Jahr | Titel                                                                        | Label #            |
| ---- | ---------------------------------------------------------------------------- | ------------------ |
| 1949 | Sad and Weary / I’m The Guy Behind The Prison Doors                          | Imperial 8021      |
| 1949 | Bring a Little Sunshine / Please Forgive Me, Please Don’t Cry                | Imperial 8031      |
| 1953 | Let Me Love You / I Get the Biggest Thrill                                   | RCA Victor 47-5024 |
| 1953 | Beatin’ Out The Boogie (On The Mississippi Mud) / Get Ready With Those Tears | RCA Victor 47-5148 |